# Оствальд
Оствальд (фр. Ostwald [ɔstvalt) — коммуна на северо-востоке Франции в регионе Гранд-Эст (бывший Эльзас — Шампань — Арденны — Лотарингия), департамент Нижний Рейн, округ Страсбур, кантон Илькирш-Граффенштаден.
Площадь коммуны — 7,11 км², население — 10 666 человек (2006) с выраженной тенденцией к росту: 11 925 человек (2013), плотность населения — 1677,2 чел/км².

## Население
Население коммуны в 2011 году составляло 11 527 человек, в 2012 году — 11 682 человека, а в 2013-м — 11 925 человек.
| 1962 | 1968 | 1975 | 1982 | 1990  | 1999  | 2006  | 2008  | 2011  | 2012  | 2013  |
| ---- | ---- | ---- | ---- | ----- | ----- | ----- | ----- | ----- | ----- | ----- |
| 4810 | 5717 | 8688 | 9876 | 10197 | 10761 | 10666 | 10804 | 11527 | 11682 | 11925 |

Динамика населения:

## Экономика
В 2010 году из 7201 человек трудоспособного возраста (от 15 до 64 лет) 5295 были экономически активными, 1906 — неактивными (показатель активности 73,5 %, в 1999 году — 73,9 %). Из 5295 активных трудоспособных жителей работали 4711 человек (2404 мужчины и 2307 женщин), 584 числились безработными (291 мужчина и 293 женщины). Среди 1906 трудоспособных неактивных граждан 670 были учениками либо студентами, 734 — пенсионерами, а ещё 502 — были неактивны в силу других причин.